# Бурдж-Халифа/Дубай Молл (станция метро, Дубай)
Бурдж-Халифа/Дубай Молл (араб. برج خليفة / دبي مول‎) — это станция метро на Красной линии Дубайского метрополитена в Дубае. Является одной из самых загруженных станций Дубайского метрополитена, с более чем 3,180 миллионами пассажиров в 2011 году.

## История
Станция была открыта вместе с торжественной церемонией открытия Бурдж-Халифы — 4 января 2010 года. 26 декабря 2012 года открылся новый пешеходный переход, напрямую соединяющий станцию с торговым центром Dubai Mall, что избавило от необходимости добираться до торгового центра на автобусе.
Даже с открытием пешеходной дорожки расположение станции не особенно удобно для посетителей, желающих подняться на Бурдж-Халифу, так как расстояние до Бурдж-Халифы более 1 мили (1609,34 метра).

## Местоположение
Станция Бурдж-Халифа/Дубай Молл расположена на южной стороне развязки между Шоссе шейха Зайда, Файнэншл-Центр-роуд и ул. Аль-Сафа. Прямо на востоке находится крупный комплекс в центре Дубая, в котором находится Бурдж-Халифа — самое высокое здание в мире, и торговый центр Dubai Mall, после которого станция находится названный по имени. Это ближайшая станция относится к основным достопримечательностям, включая Дубайский фонтан и центр города.

## Планировка станции
Как и многие станции Красной линии, станция Бурдж-Халифа/Дубай Молл расположена на виадуке, идущем параллельно восточной стороне Шейх-Заид-роуд. Она классифицируется как надземная станция типа 2, что указывает на то, что она имеет две боковые платформы с двумя путями и использует надземный вестибюль между улицей и уровнем платформы.